# دان باركنسون
دان باركنسون (بالإنجليزية: Dan Parkinson)‏ هو لاعب كرة قدم بريطاني في مركز الوسط، ولد في 2 نوفمبر 1992 في برستون في المملكة المتحدة. لعب مع نادي بارو ونادي موركامب.

## وصلات خارجية
- دان باركنسون على موقع قاعدة بيانات كرة القدم.إي يو (الإنجليزية)
- دان باركنسون على موقع Soccerbase.com (لاعب) (الإنجليزية)
- دان باركنسون على موقع Soccerway.com (الإنجليزية)